# Aerozine 50
Aerozine 50 là một hỗn hợp của hydrazine và unsymmetrical dimethylhydrazine (UDMH) được trộn theo tỉ lệ 50:50 về trọng lượng, Aerozine được phát triển từ cuối những năm 1950s bởi công ty động cơ Aerojet General nhằm chế tạo ra một loại nhiên liệu có thể bảo quản trong thời gian dài, có năng lượng cao cho động cơ tên lửa ICBM Titan II. Aerozine là loại nhiên liệu động cơ phản lực được sử dụng rộng rãi, nó thường được kết hợp với chất ô xy hóa là dinitrogen tetroxide. Khi kết hợp với nhau, chúng tạo thành chất đẩy Hypergolic. Aerozine 50 có tính ổn định cao hơn là hydrazine nguyên chất, và có mật độ lớn hơn, điểm sôi cao hơn UDMH nguyên chất.
Hydrazine nguyên chất có hiệu suất cao hơn Aerozine 50, nhưng điểm đóng băng của nó không phù hợp để làm nhiên liệu tên lửa. Khi trộn lẫn hydrazine với UDMH, nhiệt độ đóng băng của hydrazine sẽ được giảm đi 2 °C. Ngoài ra, UDMH cũng có cấu trúc phân tử bền vững, giúp làm giảm nguy cơ hydrazine bị phân hủy, qua đó tăng độ an toàn và cho phép hỗn hợp này đóng vai trò là chất làm lạnh trong động cơ làm lạnh tái sinh (regeneratively cooled) (Là loại động cơ mà có các ống dẫn nhiên liệu chạy xung quanh buồng đốt và ống phụt để làm lạnh động cơ).
Loại nhiên liệu tên lửa này được sử dụng rộng rãi trong các vệ tinh thăm dò liên hành tinh và trong các hệ thống đẩy của tàu vũ trụ. Không như các loại chất đẩy phổ biến khác là Ô xy lỏng và Hydro lỏng, Aerozine 50 ở trạng thái lỏng trong nhiệt độ phòng, và chúng được bảo quản trong trạng thái lỏng mà không bị sôi hay bay hơi, khiến cho Aerozine 50 trở thành loại nhiên liệu phù hợp cho các sứ mệnh thăm dò vũ trụ trong thời gian dài. Aerozine 50 được sử dụng rộng rãi trong tên lửa ICBM LGM-25C Titan II và các dẫn xuất tên lửa đẩy của nó bởi vì các tên lửa ICBM có yêu cầu phải sẵn sàng phóng trong thời gian ngắn nhất, và luôn duy trì trạng thái trực chiến trong thời gian dài; quả tên lửa phải được nạp nhiên liệu từ trước và sẵn sàng phóng đi bất cứ lúc nào. Aerozine 50 cũng được sử dụng cho tên lửa Delta II. Nó cũng được dùng trên Module hạ cánh lên mặt trăng của tàu Apollo và động cơ đẩy trên Module dịch vụ/chỉ huy của tàu Apollo. Dòng tên lửa đây Ariane của cơ quan vũ trụ châu Âu sử dụng nhiên liệu UH 25 là hỗn hợp 75% UDMH và 25% hydrazine hydrate.
Aerozine không được sử dụng trong vai trò làm monopropellant (tức người ta chỉ sử dụng loại nhiên liệu này mà không kết hợp với chất ô xy hóa). 
Vào năm 1980, một sự cố gây rò rỉ Aerozine 50 đã gây ra vụ nổ trong silo tên lửa Titan II tại Damacus. Vụ rò rỉ gây ra do một dụng cụ đã bị nhân viên bảo trì tên lửa làm rơi xuống sàn silo, nảy lên, va vào làm rách thân tầng 1 của tên lửa. Vụ nổ ban đầu đã thổi bay nắp silo nặng 740 tấn cùng với tầng đẩy thứ 2 và đầu đạn hạt nhân. Tầng thứ 2 của tên lửa phát nổ, và đầu đạn W53 bay xa 30 mét tính từ giếng phóng, may mắn là đầu đạn không bị nổ cũng như không gây rò rỉ phóng xạ.

## Thay thế
Hydrazine cũng có thể trộn lẫn với monomethyl hydrazine (MMH). Vì MMH có mật độ lớn hơn một chút, nên hiệu suất của nhiên liệu sẽ được gia tăng một chút.
Một loại nhiên liệu tiềm năng khác có thể thay thế cũng đã được phát triển – gọi là CINCH - tên chính thứ của hợp chất là 2-dimethylaminoethylazide.